# عبد الملك الأول
عبد الملك الأول كان أمير الدولة السامانية من 954 حتى 961 وهو ابن وخليفة نوح الأول، تميز عهده بالصراعات الداخلية. توفي بعد سقوطه من حصانه أثناء لعبة البولو في بخارى. خلفه في الحكم أخيه منصور الأول.